# Step Up: Miami Heat
Step Up: Miami Heat (Originaltitel: Step Up Revolution) ist ein US-amerikanischer Film aus dem Jahre 2012. Dieser Film ist der vierte aus der Step-Up-Reihe. Regie führte Scott Speer. Die Hauptrollen übernahmen Ryan Guzman und Kathryn McCormick. Der Film wurde wie sein Vorgänger in 3D gedreht. Er feierte am 27. Juli 2012 seine Filmpremiere und wurde am 30. August 2012 in Deutschland veröffentlicht.

## Handlung
Die Tanzgruppe der Tänzer Sean und Eddie, die Crew „The Mob“, sorgt mit ihren Flashmob-Tanzauftritten für Furore. Ihr Ziel ist es, mit den Videos der Einlagen auf Youtube zehn Millionen Klicks für ihren Channel zu erhalten und so den ersten Preis zu gewinnen. In dem Beachclub, der zu dem Hotel gehört, in dem Sean arbeitet, trifft er auf Emily, die nach einem Tanz mit ihm spurlos verschwindet.
Am nächsten Morgen trifft er sie wieder: Er bedient sie und ihren Vater, den neuen Eigentümer des Hotels, beim Frühstück. Emilys Vater ist von ihrer Idee, professionelle Tänzerin bei einer großen Dance Company zu werden, nicht begeistert, aber er gestattet ihr, an den Auditions teilzunehmen und sie wird probeweise aufgenommen.
Als sie von Sean zu einem Flashmob in der Kunstgalerie von Miami eingeladen wird und deren Performance erlebt, ist sie begeistert und will bei der Crew mitmachen. Eddie ist zunächst nicht begeistert, wird von den anderen aber überstimmt. Beim folgenden Mob in einem Restaurant tanzt sie den weiblichen Leadpart und kann auch Eddie von ihrem Talent überzeugen.
Emilys Vater entmietet derweil das Viertel, in dem Sean, Eddie und ihre Crew leben, um es abzureißen und lukrative Hotels und Einkaufszentren auf diesem Gelände zu bauen. Emily, die ihren Vater nicht davon überzeugen kann, sich einen anderen Platz für sein Projekt zu suchen, organisiert mit der Crew einen Flashmob, um für das Viertel zu kämpfen. Das Video zu diesem Mob sorgt für Furore und so hat es die Gruppe fast auf die zehn Millionen Klicks geschafft.
Während Sean und Emily für Emilys Endaufführung proben, wird zufällig ein Gespräch der beiden auf Video aufgezeichnet, bei dem Emily über ihren Vater spricht. Wutentbrannt organisiert Eddie ohne Seans Wissen einen Rachemob, der auf einer Gala von Emilys Vater randaliert und sie als Mitglied des Mobs enttarnt. Da die Polizei Eddie und Sean verhaftet hat, wird die Gruppe von Youtube ausgeschlossen und Sean tritt nach einem weiteren Streit mit Eddie aus der Gruppe aus. Emily, die Sean nicht glaubt, dass er nicht von dem Mob wusste, fühlt sich hintergangen. Sie führt die Abschlussaufführung alleine vor, obwohl sie eigentlich zu zweit mit Sean geübt hat und der Tanz für zwei Leute gedacht war, und wird von der Company abgelehnt.
Nachdem sich Sean und Eddie wieder vertragen haben, organisieren sie mit Hilfe von Moose und Jenny Kido einen Flashmob beim ersten Spatenstich für das Großprojekt von Emilys Vater. Nachdem sie gesehen hat, dass Sean bereit ist, für seine Ziele zu kämpfen, ist auch sie bereit, ihre Kür vor ihrem Vater aufzuführen. Dieser sieht erst jetzt, wie viel seiner Tochter das Tanzen bedeutet und er entscheidet sich, das Viertel behutsam zu modernisieren. Ein Werbefachmann, der eigentlich für Emilys Vater arbeitet, ist von der ganzen Aktion so sehr begeistert, dass er der Crew einen Werbevertrag mit Nike anbietet.

## Rezeption
„Angesichts der rudimentär vorhandenen Story ist es schon verwunderlich, dass im Abspann eine Drehbuchautorin aufgelistet ist. Angesagt aber sind hier sowieso die ebenso kunstvoll wie energetisch choreografierten Tanz-Ekstasen in 3D, die Hip-Hop-Adonisse und Partygirlies gleichermaßen in ihren Bann ziehen werden. Fazit: Dynamisch inszenierter Dance-Battle ohne Storyballast“